# ノッキン・オン・ヘブンズ・ドア
『ノッキン・オン・ヘブンズ・ドア』（Knockin' on heaven's door）は、1997年公開のドイツ映画。

## 概要
タクシードライバーで生計を立てていたトーマス・ヤーンがティル・シュヴァイガーに脚本を送ったところ、ティルがこの映画の脚本を気に入り、スポンサーを探し回った。また、『ブレードランナー』などで大物となったルトガー・ハウアーにどうしても出演してもらいたいと考えていたティルに対し、ルトガーのマネジメントは1日10万ドルのギャラを要求。とても払えないと一旦はあきらめかけたが、ルトガー本人から「マネジメントの言う事は気にしないでくれ。出るって決めてるから」と出演を受諾したという逸話がある。ティルはこの映画でモスクワ国際映画祭の最優秀主演男優賞を受賞。その後も監督・脚本なども手がけるティルの出世作となった。

## ストーリー
とある病院で余命幾許もないと診断された2人の若者。天国で流行しているという海の話をするために、海を見たことがないルディとマーチンは車を盗み、病院を脱走し海へと走り出した。途中で犯した強盗の罪により警察と車を盗まれたギャングの双方から追われる立場となった二人が海で見たものとは―。

## スタッフ
- 監督：トーマス・ヤーン
- 脚本：トーマス・ヤーン、ティル・シュヴァイガー
- 製作：ティル・シュヴァイガー、アンドレ・ヘンニッケ、トム・ツィックラー
- 撮影：ゲーロ・シュテフェン
- 編集：アレクサンダー・ベルナー
- 音楽：ゼーリッヒ
- 美術：モニカ・バウアート
- 衣装：ヘイケ・ヴェーバー

## 出演
| 役名                           | 俳優                               | 日本語吹替 |
| ------------------------------ | ---------------------------------- | ---------- |
| マーチン・ブレスト             | ティル・シュヴァイガー             | 田中正彦   |
| ルディ・ウルリツァー           | ヤン・ヨーゼフ・リーファース       | 檀臣幸     |
| ヘンク、ベルギー人             | ティエリー・ファン・ヴェルフェーケ | 廣田行生   |
| アブドゥル、アラビア人         | モーリッツ・ブライプトロイ         | 根本央紀   |
| フランキー・“ボーイ”・ベルーガ | フープ・シュターペル               | 水野龍司   |
| シュナイダー                   | レオナルド・ランジンク             | 荒川太朗   |
| ケラー                         | ラルフ・ケアフォート               | 横尾博之   |
| マーチンの母                   | コーネリア・フローベス             | 岡本章子   |
| カーチス                       | ルトガー・ハウアー                 | 相沢まさき |